# ليونارد كلارك
ليونارد كلارك (بالإنجليزية: Leonard Clark)‏ هو مستكشف وكاتب وجاسوس أمريكي، ولد في 6 يناير 1907، وتوفي في 4 مايو 1957 في فنزويلا.